# Láthatatlan bolygók
A Láthatatlan bolygók (Kínai kortárs science fiction antológia) Ken Liu szerkesztésében kiadott antológia, mely a kínai tudományos fantasztikus művek egyedi és különleges világát mutatja be.

## Elbeszélések, novellák
| Szerző         | Cím                        | Fordító               | Tartalom                                                                            |
| -------------- | -------------------------- | --------------------- | ----------------------------------------------------------------------------------- |
| Csen Csiu-fan  | A Patkány éve              | Benkő Ferenc          | Harc a genetikai átalakításokon átesett rágcsálókkal.                               |
| Csen Csiu-fan  | Licsiang halai             | Benkő Ferenc          | Az időérzék-kitágítás mellékhatásai.                                                |
| Csen Csiu-fan  | Sacuj virága               | Benkő Ferenc          | Amikor már a bábruha és egyéb kütyük sem segítenek.                                 |
| Hszia Csia     | Száz szellem esti parádéja | Huszár András         | Megmenthető a Szellemek utcája?                                                     |
| Hszia Csia     | Tungtung nyara             | Huszár András         | Árnyékáért becsüljük a vén fát.                                                     |
| Hszia Csia     | A sárkányló éji útja       | Huszár András         | Mi jöhet az emberiség pusztulása után?                                              |
| Ma Po-jung     | A csend városa             | Kiskádár Tamás        | Hétköznapok egy totalitárius rendszerben.                                           |
| Hao Csing-fang | Láthatatlan bolygók        | Juhász Viktor         | Italo Calvino szellemében íródott fabula.                                           |
| Hao Csing-fang | Összecsukható Peking       | Juhász Viktor         | A közeljövóben játszódó, közgazdasági alapokra helyezett disztópia.                 |
| Tang Fej       | Call girl                  | Molnár Berta Eleonóra | Hsziao-ji emlékezetes szolgáltatást nyújt a klienseinek.                            |
| Cseng Csing-po | A szentjánosbogarak sírja  | Bosnyák Edit          | A kihunyó csillagok elől menekülő Rosamund álomszerű képekben meséli el történetét. |
| Cixin Liu      | A kör                      | Pék Zoltán            | Cseng király az örök élet titkát keresi.                                            |
| Cixin Liu      | Isteni gondoskodás         | Pék Zoltán            | A Földre váratlanul megérkeztek az istenek.                                         |

## Esszék
| Szerző        | Cím | Fordító       |
| ------------- | --- | ------------- |
| Cixin Liu     | A lehetséges világok legrosszabbika és a lehetséges földek legjobbika: a háromtest és a kínai science-fiction | Pék Zoltán    |
| Csen Csiu-fan | A szétszakított nemzedék: kínai tudományos fantasztikum egy átmeneti kultúrában                               | Benkő Ferenc  |
| Hszia Csia    | Mitől lesz kínai a kínai science fiction?                                                                     | Huszár András |